# Moorrege
Moorrege est une commune allemande du Schleswig-Holstein, située dans l'arrondissement de Pinneberg (Kreis Pinneberg), à deux kilomètres au sud de la ville d'Uetersen. Moorrege est le chef-lieu de l'Amt Moorrege qui regroupe sept communes en tout.

## Personnalités liées à la ville
- August Landmesser (1910-1944), ouvrier né à Moorrege.